# Josef Vašíček
Josef Vašíček (* 12. September 1980 in Havlíčkův Brod, Tschechoslowakei; † 7. September 2011 in Tunoschna bei Jaroslawl, Russland) war ein tschechischer Eishockeyspieler, der während seiner Karriere zwischen 2000 und 2011 unter anderem für die Carolina Hurricanes, Nashville Predators und New York Islanders in der National Hockey League sowie Lokomotive Jaroslawl in der Kontinentalen Hockey-Liga auf der Position des Centers spielte.
Josef Vašíček kam bei dem Absturz des YAK-Service-Flugs 9633 am 7. September 2011 ums Leben.
Die Schwester von Josef Vašíček ist mit dem Bruder des österreichischen Eishockeyspielers Thomas Vanek verheiratet.

## Karriere

### Als Junior (bis 2000)
Vašíček spielte als Jugendlicher in seiner Heimatstadt beim BK Havlíčkův Brod, bevor er 1996 zu den Junioren des HC Slavia Prag wechselte. Für das U17-Team des Vereins erzielte er während der Saison 1996/97 insgesamt 20 Tore und bereitete 40 weitere vor. In der folgenden Spielzeit wurde er im Alter von 17 Jahren in die U20-Mannschaft von Slavia aufgenommen, für die er 33 Scorerpunkte in 34 Partien sammelte. Aufgrund der gezeigten Leistungen wurde er während des NHL Entry Draft 1998 an 91. Stelle von den Carolina Hurricanes ausgewählt. Daraufhin wechselte Vašíček in die OHL, eine der drei höchsten kanadischen Juniorenligen. Dort spielte er zwei Jahre für die Sault Ste. Marie Greyhounds, die ihn beim CHL Import Draft 1998 als insgesamt 17. Spieler gezogen hatten, wobei er in seiner ersten OHL-Saison 59 Scorerpunkte erreichte. In der Saison 1999/2000 verbesserte er sein Offensivspiel erneut und erzielte in 54 Spielen der regulären Saison 26 Tore sowie 46 Assists und war damit zweitbester Scorer der Greyhounds hinter Ryan Jardine. Zudem agierte er als Mannschaftskapitän der Greyhounds. In den Playoffs drang er mit seinem Team bis in das Conference-Finale vor, in dem die Greyhounds mit 1:4 an den Plymouth Whalers scheiterten. Vašíček erreichte in den Playoffs weitere 20 Scorerpunkte und gehörte damit zu den Topscorern der Endrunde. Zudem wurde er am Saisonende in das dritte All-Star-Team der OHL gewählt.

### Carolina Hurricanes, HC Slavia Prag und Nashville Predators (2000–2007)
Im Spätsommer 2000 nahm er am Trainingslager seines Draftteams, der Carolina Hurricanes, teil und erkämpfte sich einen Stammplatz im NHL-Kader der Hurricanes für die Saison 2000/01. Sein erstes NHL-Spiel absolvierte er am 7. Oktober 2000 gegen die Washington Capitals. Sein erstes Tor in der NHL schoss er sechs Tage später gegen Trevor Kidd von den Florida Panthers. Seine Rookie-Saison beendete er mit 21 Punkten aus 76 Spielen. Am 12. April 2001 absolvierte er sein erstes NHL-Playoffspiel, in dem er sein erstes NHL-Tor gegen Martin Brodeur von den New Jersey Devils erzielte. Nach dem Ausscheiden der Hurricanes aus der Endrunde kam Vašíček in drei Playoff-Partien bei den Cincinnati Cyclones in der International Hockey League zum Einsatz.
In der Saison 2001/02 scheiterte er mit Carolina im Finale um den Stanley Cup an den Detroit Red Wings.
Während der Streiksaison 2004/05 spielte er wieder in seiner Heimat bei Slavia Prag. In der Saison 2005/06 konnte er mit den Hurricanes den Stanley Cup gewinnen, obwohl in eine Knieverletzung in der Mitte der Saison zurückwarf. Im Sommer 2006 wurde er im Tausch für Scott Walker an die Nashville Predators abgegeben, kehrte aber schon im Februar 2007 für Éric Bélanger nach Carolina zurück, sein Vertrag wurde aber nach dem Ende der Saison nicht mehr verlängert.

### New York Islanders (2007–2008)
Am 15. August 2007 unterschrieb Vašíček einen Vertrag über ein Jahr und 750.000 US-Dollar bei den New York Islanders. Sein Debüt als Islander gab er am 5. Oktober 2007, bei dem er ein Tor zum 6:4-Sieg über die Buffalo Sabres beisteuerte. Mit insgesamt 35 Scorerpunkten in den folgenden 80 Saisonspielen erzielte er ähnlich viele Punkte wie zuletzt in der Saison 2003/04. Am Saisonende wurde Vašíček zum Unrestricted Free Agent.

### Lokomotive Jaroslawl (2008–2011)

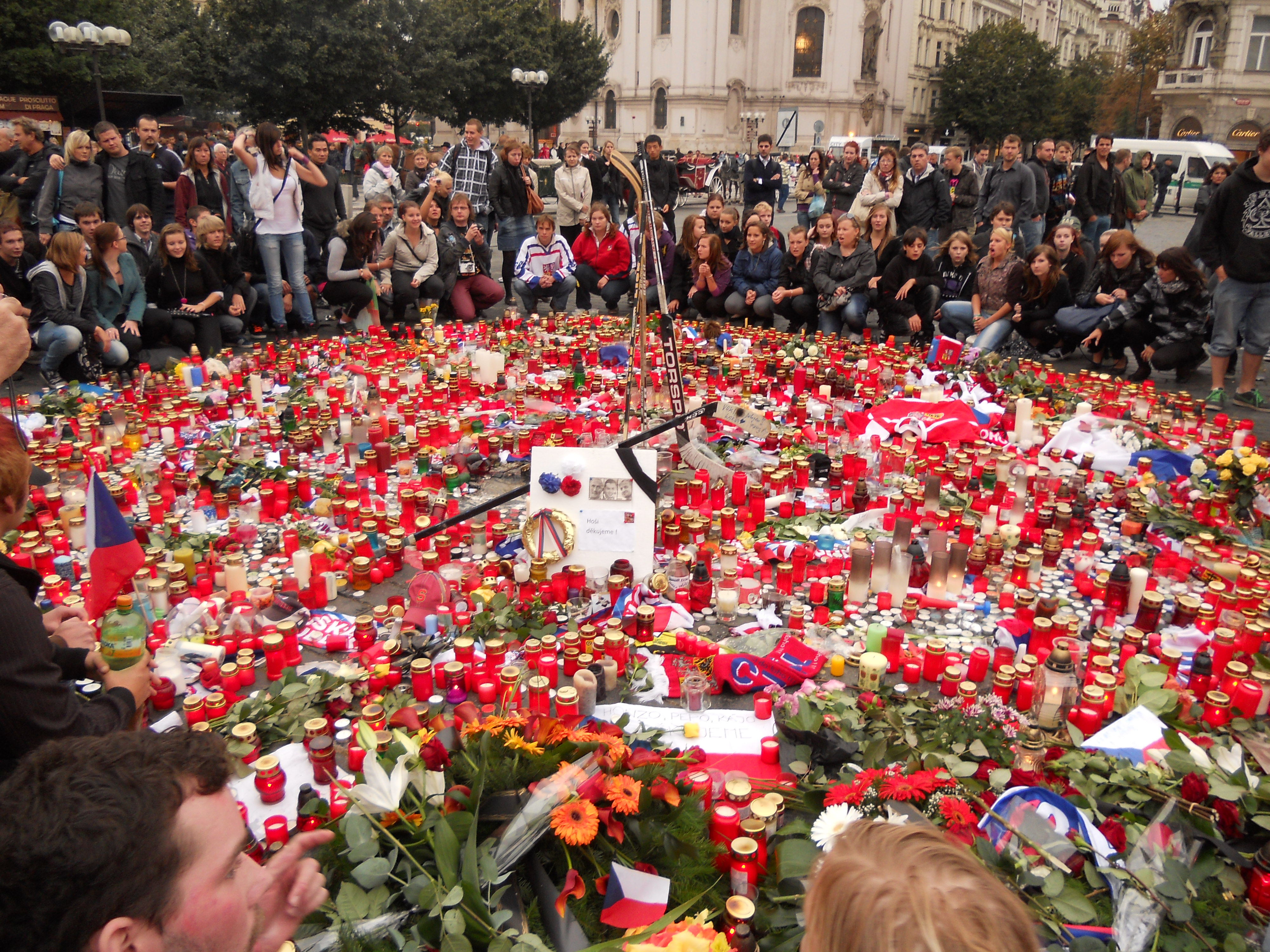
Gedenkstätte für Jan Marek, Karel Rachůnek, Pavol Demitra und Josef Vašíček auf dem Altstädter Ring in Prag im September 2011

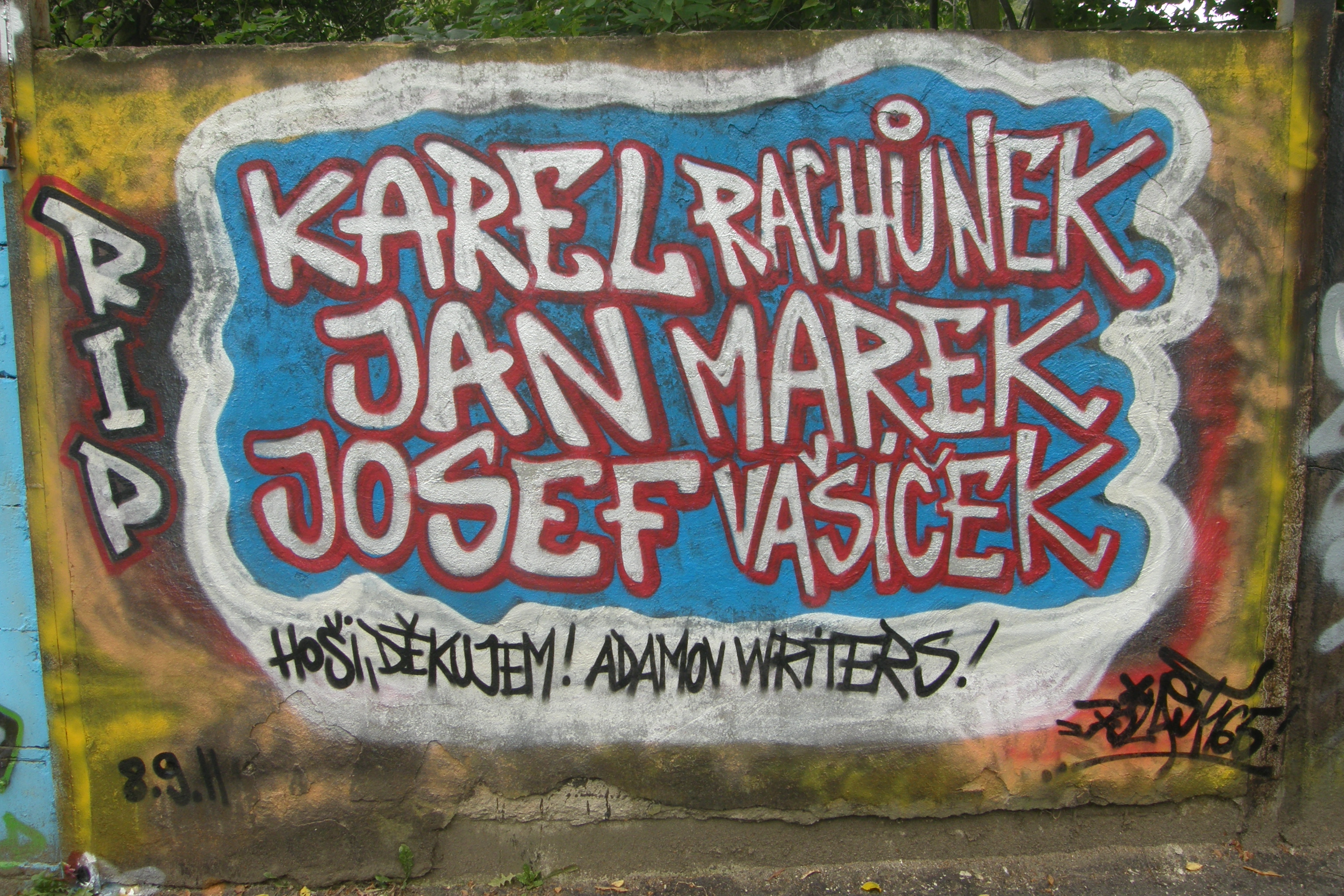
Graffiti in Gedenken an Jan Marek, Karel Rachůnek und Josef Vašíček in Adamov, 7. September 2011

Nachdem er in der NHL keinen Vertrag mehr erhalten hatte, wechselte Vašíček im Sommer zurück nach Europa in die neu gegründete Kontinentale Hockey-Liga und unterschrieb einen Zwei-Jahres-Vertrag bei Lokomotive Jaroslawl. Bei Lokomotive spielte er als Center der Flügelspieler Alexei Jaschin und Zbyněk Irgl, mit denen er sein Team bis in das Playoff-Finale um den Gagarin Cup 2009 führte. Vašíček erzielte in 56 Hauptrunden-Partien 32 Scorerpunkte und weitere 15 Punkte in 19 Playoff-Spielen. In der folgenden Spielzeit verbesserte er seine Punktausbeute auf 21 Tore und 27 Assists in der regulären Saison sowie weitere 13 Scorerpunkte in den Playoffs.
Am 7. September 2011 kam er bei einem Flugzeugabsturz bei Jaroslawl ums Leben. Am 15. September wurde sein Leichnam in seiner Heimatstadt beerdigt. Die Carolina Hurricanes verkündeten am gleichen Tag, Vašíček in der Saison 2011/12 mit einem Trikot-Aufnäher mit dessen Nummer 63 ehren zu wollen.

### International
Vašíček vertrat sein Heimatland das erste Mal bei der U18-Junioren-Europameisterschaft 1998, bei der er zwei Tore und vier Assists erzielte. Zwei Jahre später wurde er in den Kader für die U20-Junioren-Weltmeisterschaft nominiert. Bei diesem Turnier erzielte er ein Tor und drei Torvorlagen in sieben Spielen und verhalf seinem Team zum Gewinn der Goldmedaille. Im Seniorenbereich hatte er seinen ersten Einsatz bei der Weltmeisterschaft 2003, bei der er neun Spiele absolvierte und mit der tschechischen Auswahl den vierten Platz belegte. Zudem kam er zu einem Einsatz beim World Cup of Hockey 2004, bei dem Tschechien die Bronzemedaille gewann.
Ein Jahr später war er für Tschechien bei der Weltmeisterschaft 2005 in Österreich aktiv. Dort gewann er mit dem Nationalteam die Goldmedaille, wobei Vašíček ein Tor und einen Assist zu diesem Erfolg beitrug. In den folgenden drei Jahren war er nicht international für Tschechien im Einsatz, ehe er bei der Weltmeisterschaft 2009 in der Schweiz drei Scorerpunkte in sechs Spielen sammelte und mit seinem Team den sechsten Platz belegte. Bei den Olympischen Winterspielen 2010 kam er in fünf Spielen zum Einsatz, in denen er punktlos blieb. In der Saison 2010/11 gehörte er bei zwei Turnieren der Euro Hockey Tour zum Nationalkader, erhielt aber keine Nominierung für die Weltmeisterschaft 2011.
Nach seinem Tod im September 2011 wurde seine Trikotnummer 63 durch den tschechischen Eishockeyverband für alle Eishockeynationalteams des Landes gesperrt.

## Erfolge und Auszeichnungen
- 1998 Tschechischer U20-Meister mit dem HC Slavia Prag
- 2000 OHL Third All-Star Team
- 2006 Stanley-Cup-Gewinn mit den Carolina Hurricanes
- 2010 KHL All-Star Game
- 2011 KHL All-Star Game
- Aufnahme in die Tschechische Eishockey-Ruhmeshalle

### International
- 2000 Goldmedaille bei der U20-Junioren-Weltmeisterschaft
- 2005 Goldmedaille bei der Weltmeisterschaft

## Karrierestatistik

### International
Vertrat Tschechien bei:
- U18-Junioren-Europameisterschaft 1998
- U20-Junioren-Weltmeisterschaft 2000
- Weltmeisterschaft 2003
- World Cup of Hockey 2004
- Weltmeisterschaft 2005
- Weltmeisterschaft 2009
- Olympischen Winterspielen 2010

(Legende zur Spielerstatistik: Sp oder GP = absolvierte Spiele; T oder G = erzielte Tore; V oder A = erzielte Assists; Pkt oder Pts = erzielte Scorerpunkte; SM oder PIM = erhaltene Strafminuten; +/− = Plus/Minus-Bilanz; PP = erzielte Überzahltore; SH = erzielte Unterzahltore; GW = erzielte Siegtore; 1 Play-downs/Relegation; Kursiv: Statistik nicht vollständig)